# Вілфред Ндіді
Вілфред Ндіді (англ. Wilfred Ndidi, нар. 16 грудня 1996, Лагос) — нігерійський футболіст, півзахисник клубу «Лестер Сіті» та національної збірної Нігерії.

## Клубна кар'єра
Народився 16 грудня 1996 року. Вихованець юнацької академії «Нет Бейз» з рідного міста Лагос.
У січні 2015 року став гравцем бельгійського «Генка». 31 січня 2015 року в матчі проти «Шарлеруа» він дебютував у Жюпіле-лізі. З наступного сезону 2015/16 став основним гравцем клубу. 15 січня 2016 року в матчі проти «Зюльте-Варегем» Вілфред забив свій перший гол за «Генк». Загалом за два роки у клубі взяв участь у 61 матчі чемпіонату.
В кінці 2016 року англійський «Лестер Сіті» запропонував за Ндіді 15,5 млн фунтів. На початку 2017 року Вілфред приєднався до «лисиць» за 17 млн. фунтів. Дебютував у клубі 7 січня 2017 року у матчі з «Евертоном» (2:1) у третьому турі Кубка Англії, а 14 січня в матчі проти «Челсі» він дебютував у англійській Прем'єр-лізі. У квітні в поєдинку проти «Сток Сіті» Вілфред забив свій перший гол за «Лестер Сіті». Станом на 30 травня 2018 року відіграв за команду з Лестера 50 матчів в національному чемпіонаті.

## Виступи за збірні
Протягом 2013—2015 років залучався до складу молодіжної збірної Нігерії до 20 років, з якою був учасником молодіжних чемпіонатів світу 2013 і 2015 роках, зігравши на них 3 і 4 матчі відповідно.. Також у складі цієї збірної був учасником Турніру у Тулоні в 2013 році.
8 жовтня 2015 року в товариському матчі проти збірної ДР Конго Ндіді дебютував у складі національної збірної Нігерії, коли він замінив Джона Обі Мікела на 63-й хвилині.. 
У 2016 році був у розширеній заявці збірної для участі у літніх Олімпійських ігор 2016 року, проте у фінальний склад не потрапив. 
У травні 2018 року потрапив у розширений список команди на чемпіонат світу 2018 року в Росії
| Дата       | Місто          | Господарі  | Результат | Гості    | Турнір                                  | Голи | Примітки |
| ---------- | -------------- | ---------- | --------- | -------- | --------------------------------------- | ---- | -------- |
| 8-10-2015  | Візе           | ДР Конго   | 2 – 0     | Нігерія  | товариський матч                        | -    | 83'      |
| 11-10-2015 | Брюссель       | Нігерія    | 3 – 0     | Камерун  | товариський матч                        | -    | 63'      |
| 31-5-2016  | Люксембург     | Люксембург | 1 – 3     | Нігерія  | товариський матч                        | -    | 63'      |
| 3-9-2016   | Уйо            | Нігерія    | 1 – 0     | Танзанія | Відбір до Кубка африканських націй 2017 | -    | 63'      |
| 9-10-2016  | Ндола          | Замбія     | 1 – 2     | Нігерія  | Відбір до ЧС 2018                       | -    |          |
| 12-11-2016 | Уйо            | Нігерія    | 3 – 1     | Алжир    | Відбір до ЧС 2018                       | -    | 83'      |
| 23-3-2017  | Лондон         | Нігерія    | 1 – 1     | Сенегал  | товариський матч                        | -    |          |
| 1-6-2017   | Сен-Ле-ла-Форе | Нігерія    | 3 – 0     | Того     | товариський матч                        | -    | 58'      |
| Усього     |                | Матчів     | 8         |          | Голів                                   | 0    |          |

## Досягнення
- Володар Кубка Англії (1):

«Лестер Сіті»: 2020-21
- Володар Суперкубка Англії (1):

«Лестер Сіті»: 2021
- Бронзовий призер Кубка африканських націй: 2019